# Argyrodes amboinensis
Argyrodes amboinensis là một loài nhện trong họ Theridiidae.
Loài này thuộc chi Argyrodes. Argyrodes amboinensis được Tord Tamerlan Teodor Thorell miêu tả năm 1878.